# Irvin S. Cobb

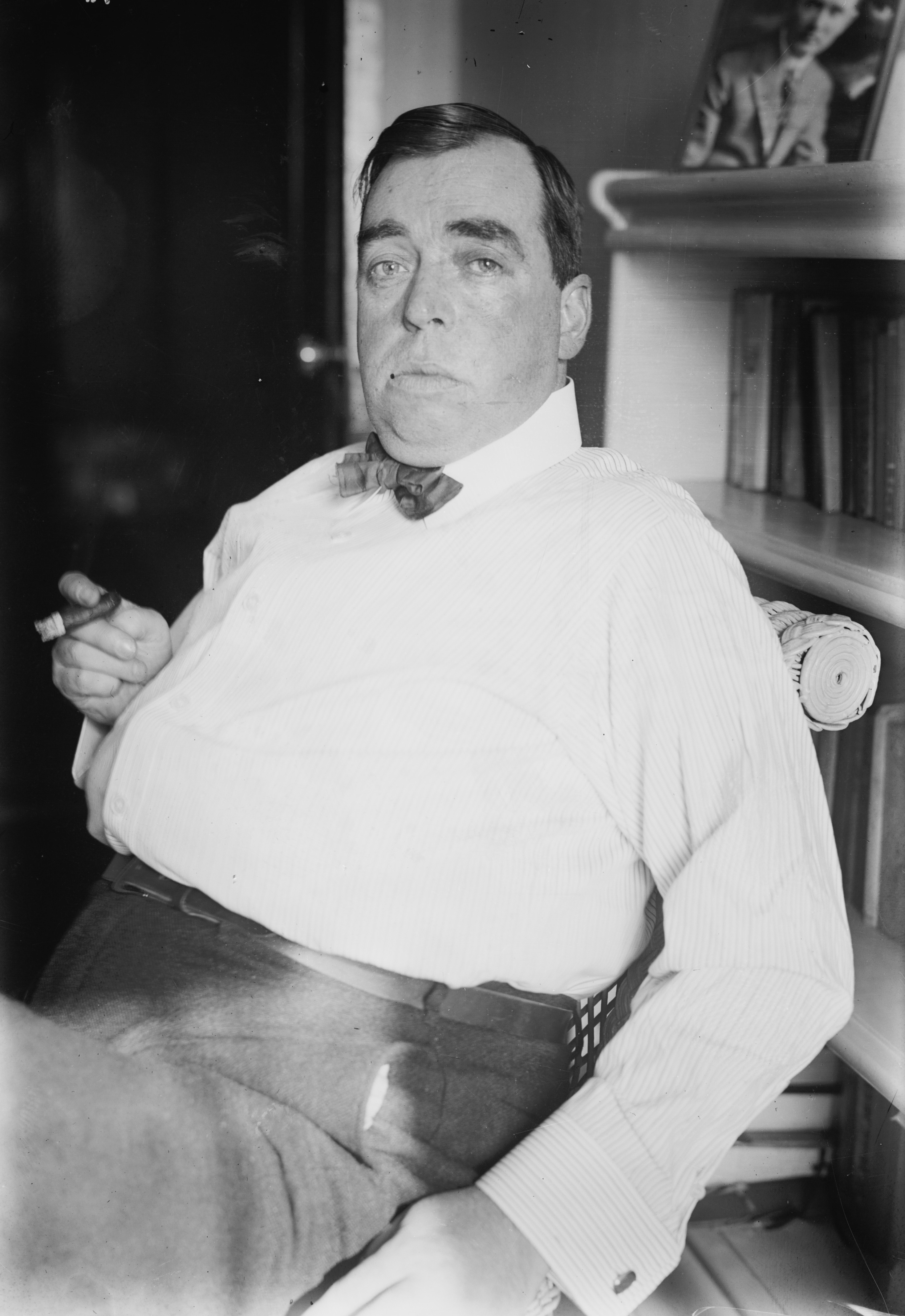
Irvin S. Cobb (1916)

Irvin Shrewsbury Cobb (* 23. Juni 1876 in Paducah, Kentucky; † 10. März 1944 in New York City) war ein US-amerikanischer Schriftsteller, Journalist, Kolumnist und Schauspieler.

## Biografie
Cobb begann nach dem Schulbesuch eine journalistische Laufbahn und stieg innerhalb kurzer Zeit zum geschäftsführenden Herausgeber der Paducah Daily News, ehe er 1898 Kolumnist bei The Cincinnati Post wurde. Nach einer Tätigkeit als Kolumnist bei der Louisville Evening Post war er zwischen 1901 und 1904 geschäftsführender Herausgeber der Paducah Daily Democrat. 1904 wurde er Mitarbeiter der New York Evening Sun, bei der er zuletzt zwischen 1905 und 1911 wieder als Kolumnist tätig war. Im Anschluss wurde er 1911 Mitarbeiter bei der Saturday Evening Post, ehe er schließlich von 1922 bis 1932 Journalist beim Magazin Cosmopolitan war.
Neben seiner journalistischen Tätigkeit war er Autor zahlreicher Bücher. Neben den Sammlungen von Kurzgeschichten wie Back Home (1912), The Escape of Mr. Trimm: His Plight and Other Plights (1913), From Place to Place: Stories About Ourselves (1920), Prose and Cons (1926), One Way to Stop a Panic (1933) und Faith, Hope, and Charity (1934) verfasste er die Romane J. Poindexter, Colored (1922), Chivalry Peak (1927) und Red Likker: A Novel Of Old and New Kentucky (1929).
Für seine Kurzgeschichte Snake Doctor erhielt er 1922 den O.-Henry-Preis. Bekanntheit erreichte er ferner durch die Erzählungen über „Judge Priest“, die auf dem Leben des bekannten Richters William Pitman Bishop aus Kentucky basierten. In dieser Reihe erschienen Old Judge Priest (1915), Down Yonder with Judge Priest (1932) und Judge Priest Turns Detective (1937). Die Kurzgeschichten wurden 1934 jeweils unter der Regie von John Ford zu den Filmen Judge Priest (1934) und Wem die Sonne lacht (1953) verarbeitet.

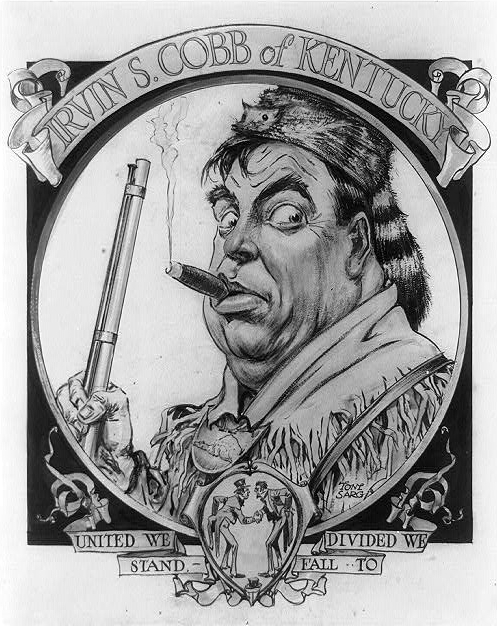
Karikatur von Cobb in The American Magazine (1916)

Zu seinen weiteren Veröffentlichungen, die sich überwiegend mit zeitgenössischen Themen wie dem Ersten Weltkrieg, aber auch seinen eigenen Erlebnissen als Journalist befassten, zählen unter anderem Cobb's Anatomy (1912), Cobb's Bill of Fare (1913), The Red Glutton With The German Army At The Front (1915), Speaking of Operations (1915), Paths of Glory (1915), Fibble, D. D.! (1916), Speaking of Prussians (1917), The Glory of the Coming (1918), The Life of the Party (1919), From Place to Place (1920), The Abandoned Farmers (1920), A Plea for Old Cap Collier (1921), Stickfuls: Compositions of a Newspaper Minion (1923), Kansas, Shall We Civilize Her or Let Her Civilize Us? (1924), Many Laughs for Many Days: Another Year's Supply (365) of His Favorite Stories as Told By Irving S. Cobb (1925), Here Comes the Bride (1925), Alias Ben Alibi (1925), On an Island That Cost $24.00 (1926), This Man's World (1929), Incredible Truth (1931) sowie Murder Day by Day (1933).
Cobb, der von 1920 bis 1938 auch Mitglied des angesehenen Dutch Treat Club war, verfasste schließlich 1941  seine Memoiren unter dem Titel Exit Laughing: The Autobiography of Irvin S. Cobb.
In den 1930er Jahren hatte er einige Auftritte als Filmschauspieler wie in Steamboat Round The Bend (1935) von John Ford mit Will Rogers und Gauner mit Herz (The Young in Heart, 1938) von Richard Wallace mit Douglas Fairbanks junior und Paulette Goddard. Er war darüber hinaus Moderator der Oscarverleihung 1935.

## Filmografie
Als Schauspieler
- 1915: The Arab
- 1920: Go and Get It
- 1930: Cobb Goes Fishing (Kurzfilm)
- 1932: An Old City Speaks
- 1934: Speaking of Relations (Kurzfilm)
- 1934: Nosed Out (Kurzfilm)
- 1934: The Ballad of Paducah Jail (Kurzfilm)
- 1934: You Bring the Ducks (Kurzfilm)
- 1935: Mit Volldampf voraus (Steamboat Round the Bend)
- 1936: Everybody’s Old Man
- 1936: Pepper
- 1938: Hawaii Calls
- 1938: Gauner mit Herz (The Young in Heart)
- 1938: The Arkansas Traveler

In anderen Funktionen
- 1935: Mississippi (Technischer Leiter)

Verfilmungen seiner Werke (Auswahl)
- 1934: Judge Priest
- 1939: Our Leading Citizen
- 1953: Wem die Sonne lacht (The Sun Shines Bright)

## Hintergrundliteratur
- Anita Lawson: Irvin S. Cobb. Bowling Green State University Popular Press, Bowling Green OH 1984, ISBN 0-87972-275-4.[1]